# Paul Ziller (Regisseur)
Paul Ziller (* 21. Januar 1957 in New York City) ist ein US-amerikanisch-kanadischer Regisseur, Drehbuchautor und Filmproduzent.

## Leben und Karriere
Ziller studierte Film und Fernsehen an der New York University und graduierte dort in den frühen 1980er-Jahren. Ziller zog nach Los Angeles und spezialisierte sich an der School of Filmmaking von Roger Corman auf das Erstellen von Low-Budget-Filmen.
Schließlich zog Ziller zurück nach Kanada und lebt heute in Vancouver. 2000 gründete er mit Elizabeth Sanchez das Filmstudio Artsy Fartsy Pictures Inc. Ziller nahm erneut Kontakt zu Corman auf, und dieser sagte zu, den ersten Film dieses Studios, Avalanche Alley, zu vertreiben.

## Filmografie (Auswahl)
- 1993: Breaking Point – Regisseur
- 1994: Beyond Suspicion – Regisseur
- 1994: Probable Cause – Regisseur und Drehbuchautor
- 1996: Blitzschlag im Cockpit – Katastrophe in den Wolken (Panic in the Skies!) – Regisseur
- 1997: Silent Cradle – Regisseur
- 1997: Ms. Bear – Regisseur und Drehbuchautor
- 2000: Bear With Me – Regisseur und Drehbuchautor
- 2000: Moving Target – Regisseur
- 2001: White Inferno – Snowboarder am Abgrund (Avalanche Alley) – Regisseur und Drehbuchautor
- 2003: Firefight – Regisseur, Drehbuchautor und Produzent
- 2004: Snakehead Terror – Regisseur
- 2004: Stargate Atlantis – Regisseur der Episode 3x06 „Atlantis ruft“
- 2005: Swarmed – Regisseur
- 2006: Solar Attack – Der Himmel brennt (Solar Strike) – Regisseur
- 2006: Android Apocalypse – Regisseur
- 2008: Ba’al – Das Vermächtnis des Sturmgottes (Ba’al: The Storm God) – Regisseur und Drehbuchautor
- 2008: Yeti – Das Schneemonster (Yeti: Curse of the Snow Demon)
- 2008: Sea Beast – Das Ungeheuer aus der Tiefe (Troglodyte)
- 2009: Polar Storm – Regisseur und Drehbuchautor
- 2010: Eisbeben – Alarm in der Arktis – Regisseur
- 2010: Stonehenge Apokalypse – Regisseur und Drehbuchautor
- 2011: Space Transformers – Angriff aus dem All – Regisseur und Drehbuchautor
- 2011: Ghost Storm – Regisseur und Drehbuchautor
- 2011: Die Saat des Bösen (The Terror Beneath) – Regisseur und Drehbuchautor
- 2011: Der jüngste Tag – Das Ende der Menschheit (Collision Earth) – Regisseur
- 2012: Das Philadelphia Experiment – Reactivated (The Philadelphia Experiment) – Regisseur
- 2017: Vier Weihnachten und eine Hochzeit (Four Christmases and a Wedding) – Editor
- ,2018: Liebe auf der Piste (Love on the Slopes) – Regisseur
- 2019: Weihnachtliche Begegnung – Liebe ist mehr als ein Zufall (A Godwink Christmas: Meant for Love, Fernsehfilm)